# ويكيبيديا واراي واراي

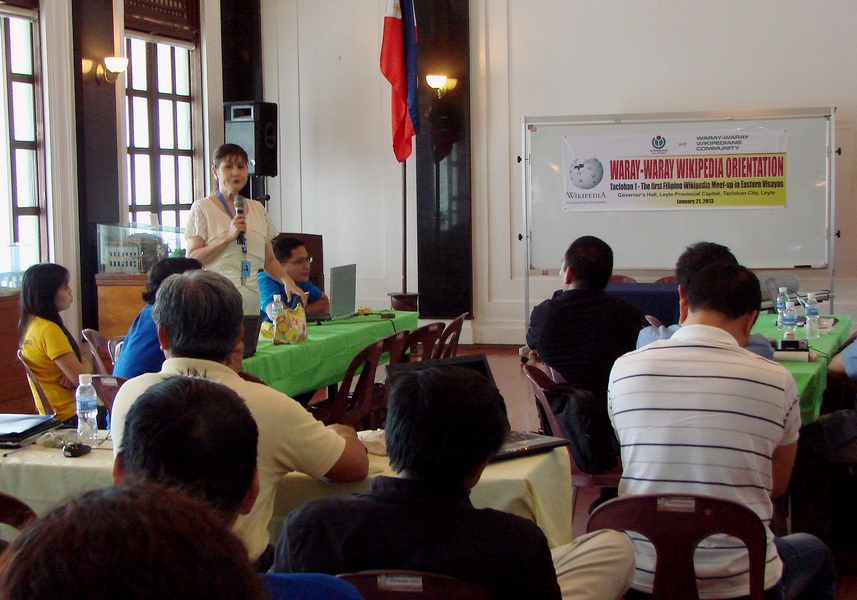
إحدى المحاضرات لدعم مقالات ويكيبيديا للغة واراي واراي في الفلبين.

ويكيبيديا واراي واراي (واراي واراي:Waray Wikipedia) هي نسخة لغة واراي واراي من ويكيبيديا، بدأت هذه النسخة العمل منذ ديسمبر 2006، وفي أغسطس 2010 تجاوز عدد المقالات فيها 100,000 مقالة، وفي اليوم الثامن من يونيو عام 2014 تجاوز عدد المقالات فيها ما يزيد عن 1,000,000 مقالة.
اعتبارًا من يوليو 2021، تحتوي هذه النسخة على 1٬266٬713 مقالة وهي الويكيبيديا السابعة عشرة من حيث عدد المقالات. على الرغم من وجود عدد قليل جدًا من المستخدمين النشطين (93)، فإن ويكيبيديا واراي واراي لديها عدد كبير من المقالات التي أنشئت بواسطة الروبوتات، ومعظمها بواسطة سفيركر جوهانسون لشبوت.

## التاريخ
أنشئت ويكيبيديا واراي واراي في تاكلوبان في 25 سبتمبر 2005 من قبل هارفي فيجي. كان للويكي عدد صغير من المساهمين، مع أقل من عشرة محررين شهريًا حتى أبريل 2009. عقد أول اجتماع في يناير 2013 في تاكلوبان.
بحلول أوائل عام 2011، تجاوزت ويكيبيديا واراي واراي ويكيبيديا التاغالوغية، لغة الفلبين الرئيسية. فسر هذا التناقض من خلال العدد الكبير جدًا من المقالات التي أضيفت تلقائيًا بواسطة برامج الروبوتات. بحلول أوائل يونيو 2014، وصلت ويكيبيديا واراي واراي إلى مليون مقالة، ولكن عمق الموسوعة منخفض جدًا أحيث قل من 3. عمق المقالة هو محاولة لقياس جودة المقالات، استنادًا إلى عدد التعديلات لكل مقالة.
عل الرغم من كبرها فهي لا غير مستخدمة على نطاق واسع في الفلبين؛ حيث في مارس 2021، تذهب 90٪ من مشاهدات ويكيبيديا من الفلبين لويكيبيديا الإنجليزية، و 5٪ للتاغالوغية و3٪ للروسية. تأتي حوالي 35٪ من مشاهدات ويكيبيديا الواراي واراي من الصين، و25٪ من الولايات المتحدة، وحوالي 15٪ من ألمانيا وفرنسا، وأقل من 8٪ من الفلبين.

## الإحصائيات
| عدد المستخدمين المسجلين | عدد المستخدمين النشيطين | عدد المقالات | صفحات المحتوى | عدد التعديلات | عدد الملفات المرفوعة | عدد الإداريين |
| ----------------------- | ----------------------- | ------------ | ------------- | ------------- | -------------------- | ------------- |
| 63٬218                  | 72                      | 1٬266٬713    | 2٬870٬451     | 7٬721٬742     | 42                   | 3             |

## وصلات خارجية
- موقع ويكيبيديا واراي واراي
- نسخة الهاتف المحمول من ويكيبيديا واراي واراي  (غير مسنودة تماماً)